# Barreira de Coulomb
A barreira de Coulomb ou barreira coulombiana, nomeada devido ao físico Charles-Augustin de Coulomb (1736–1806), é  barreira de energia devida à interação eletrostática que dois núcleos necessitam ultrapassar para que possam estar próximos o suficiente para propiciar uma reação de fusão nuclear. A energia da barreira é dada pela energia potencial eletrostática:
{\displaystyle U_{coul}=k{{q_{1}\,q_{2}} \over r}={1 \over {4\pi \epsilon _{0}}}{{q_{1}\,q_{2}} \over r}}
onde
k é a constante de Coulomb = 8.9876×109 N m² C−2;
ε0 é a permissividade do espaço livre;
q1, q2 são as cargas das partículas interativas;
r é o raio da interação.
Um valor positivo de U é devido a uma força repulsiva, então partículas interativas terão níveis de energia mais altos quando mais próximos. Uma energia potencial negativa indica um estado de ligação (devido a força atrativa).
A barreira de Coulomb aumenta com os números atômicos (isto é, com o número de prótons) dos núcleo em colisão:
{\displaystyle U_{coul}={{k\,Z_{1}\,Z_{2}\,e^{2}} \over r}}
onde e é a carga elementar, 1.602 176 53×10−19 C, e Zi os números atômicos correspondentes.
Para superar esta barreira os núcleos têm que colidir em velocidades elevadas, assim suas energias cinéticas os conduzem próximos o bastante para interação forte para ficarem juntos e unirem-se.
De acordo com a teoria cinética dos gases, a temperatura de um gás é somente a medida da velocidade média da partículas neste gás. Para gases normais, a distribuição de Maxwell-Boltzmann dá a fração de partículas movendo-se em uma dada velocidade como função de uma temperatura deste gás, e então a fração de partículas movendo-se em velocidades altas o suficiente para superar a barreira de Coulomb pode ser derivada.
Na prática, temperaturas necessárias para superar a barreira de Coulomb serão menores que a prevista classicamente devido ao tunelamento da mecânica quântica, como estabelecido por Gamow. A consideração da penetração da barreira através de tunelamento e a distribuição de velocidades causa uma faixa limitada das condições nas quais a fusão pode ocorrer, conhecida como janela de Gamow.
Uma fórmula empírica de tal energia é a seguinte:
{\displaystyle E_{b}={\frac {0,9Z_{1}Z_{2}}{A_{1}^{1/3}+A_{2}^{1/3}}}}
onde Z são os números atômicos e A os números de massa.